# Sgabello

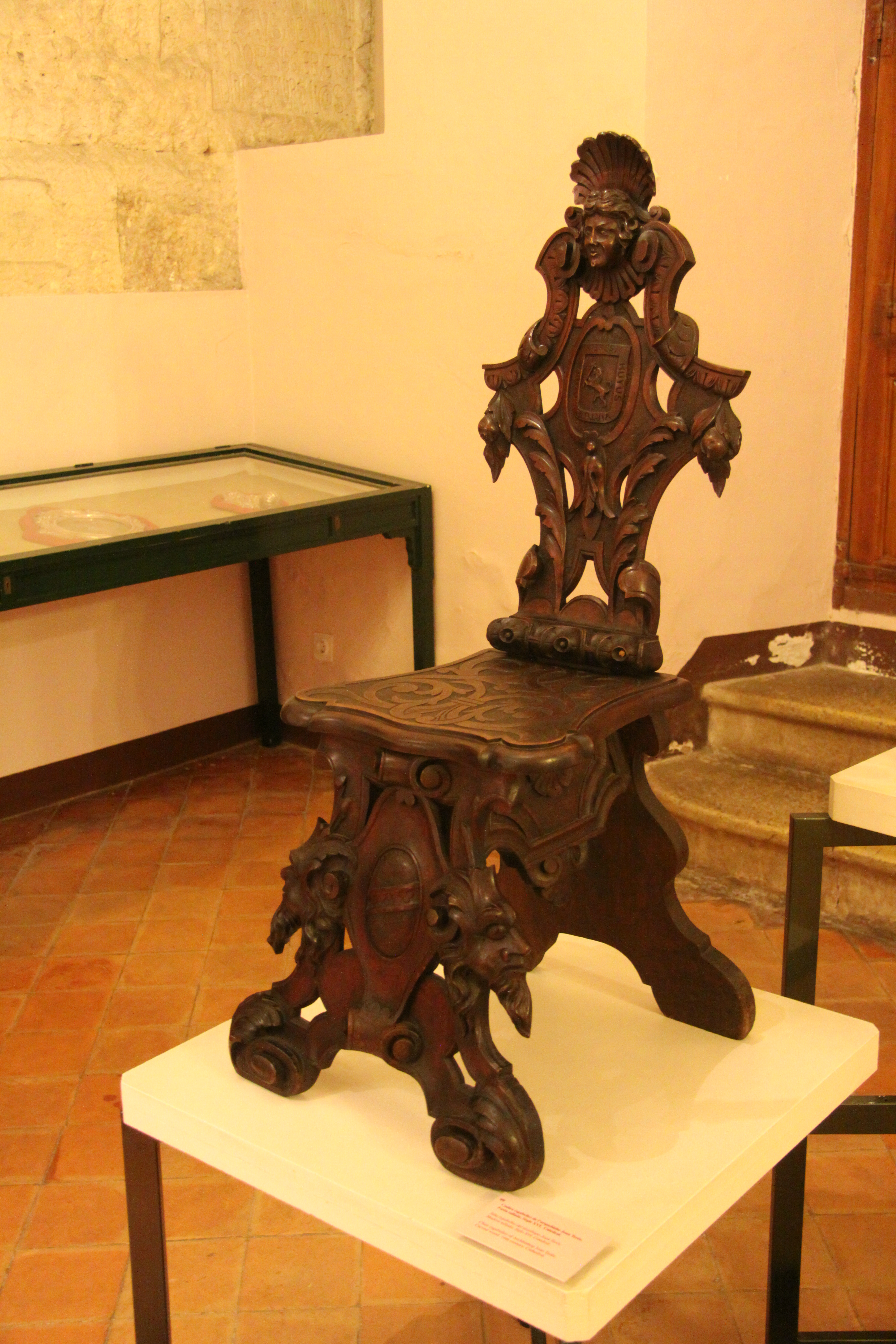
Sgabello del arzobispo Joan Terès i Borrull del. En exposición en el Museo Diocesano de Tarragona.

Un sgabello es un tipo de taburete portátil con respaldo del siglo XVI, típico del Renacimiento italiano, mientras que una silla (sedia) normalmente incluía reposabrazos representando un asiento de más importancia jerárquica. Los sgabelli suelen estar hechos con madera de nogal y consisten de un respaldo fino y un asiento octagonal encima de un par de tablas verticales decoradas reforzadas con un soporte horizontal entre ellas. Este asiento normalmente se colocaba en pasillos y solían esculpirse en ellos el emblema familiar del escudo de armas. Su principal propósito no era sentarse por comodidad. 